# Efeitos da cannabis à saúde

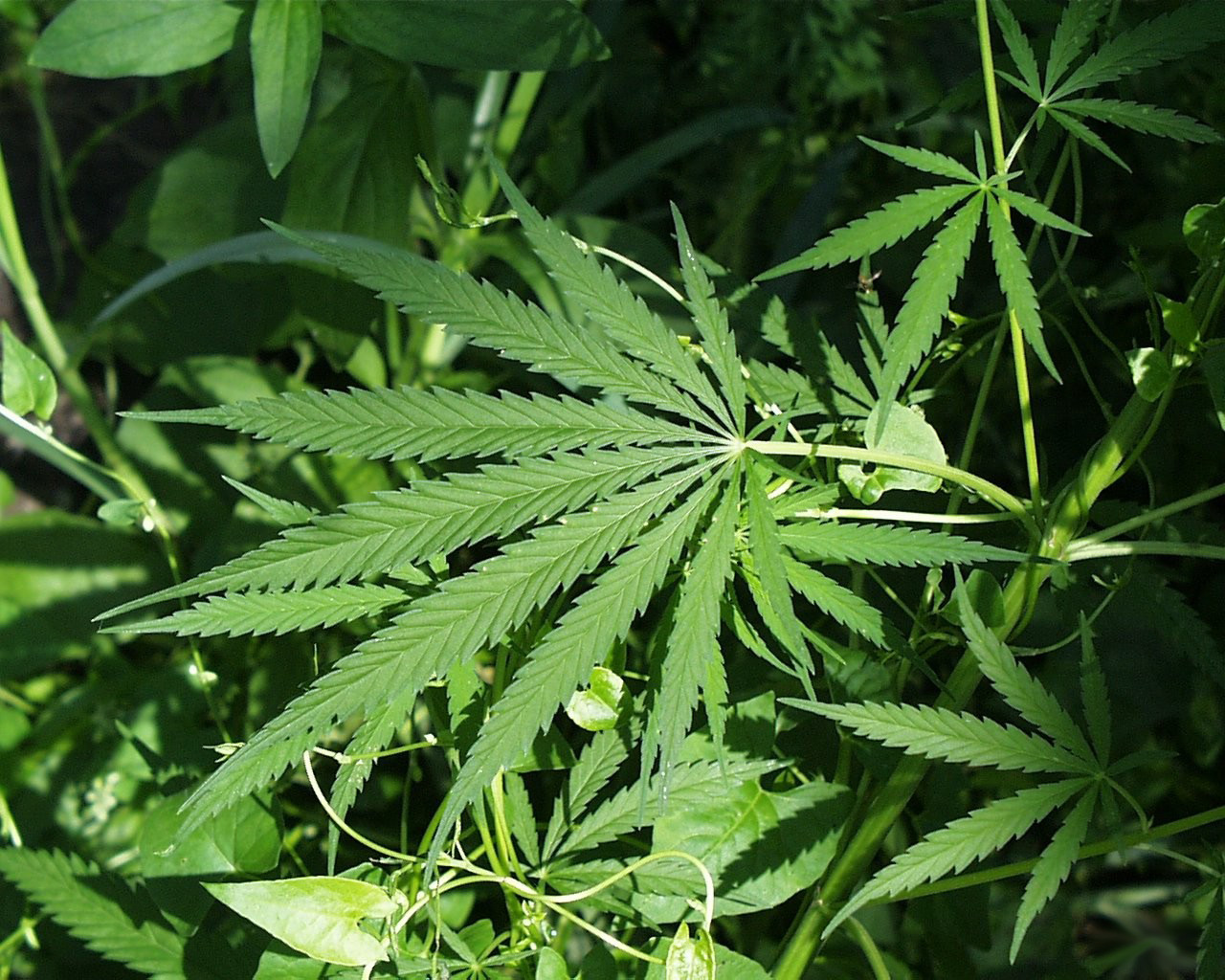
Cannabis sativa é a denominação científica atualmente aceita para designar uma única espécie de planta, encontrada na forma de três sub-espécies C. indica, C. ruderalis e C. sativa

A descoberta e isolamento do THC um dos principais elementos ativos responsáveis pelo efeito psicoativo da cannabis se deve a pesquisadores da Universidade Hebraica, Faculdade de Farmácia e foi publicado em 1964.

Estudos do efeito da Cannabis à saúde envolvem tanto seu aspectos terapêuticos quanto os adversos ou tóxicos. Apesar dos recentes investimentos em pesquisa sobre sua composição bioquímica, formas de uso farmacológico ou étnico-histórico, risco toxicológico e potencial terapêutico na clínica de distintas patologias, como poderá ser visto neste texto, ainda não se possui um consenso quanto aos prejuízos ou benefícios de sua utilização.
Dentre a relação da Cannabis sativa ou maconha e a saúde humana, há vários efeitos positivos e negativos que podem variar de acordo com a condição psicológica de cada usuário e o uso ou abuso da droga. No entanto, os pesquisadores, divergem quanto a nocividade e utilização medicinal.
O tetraidrocanabinol (THC) é o principal responsável pelos efeitos psíquicos da droga no organismo, sendo bastante lipossolúvel. Metabolizado no fígado, é bio-transformada em um metabólito mais potente que o THC.

## Uso medicinal

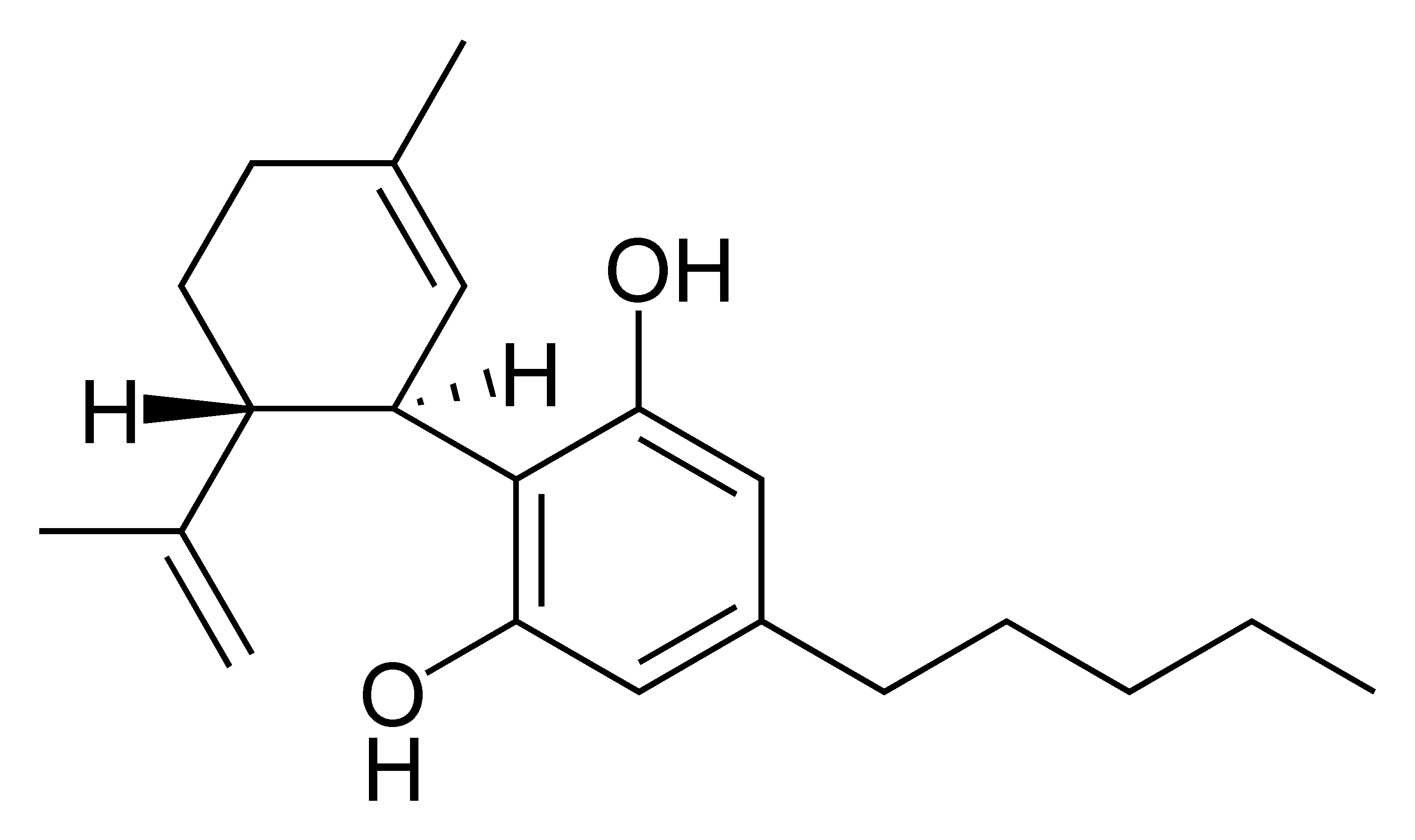
O canabidiol (CBD) é um dos principais componentes da C. sativa responsável por seus efeitos terapêuticos no sistema nervoso inclusive como anti-convulsivante

Entre as possibilidades de uso medicinal já reconhecida para a Cannabis está seu efeito analgésico sua capacidade sedativa e mio-relaxante, capaz de não só potencializar a ação de opióides, diminuindo seus efeitos colaterais, inclusive de obstipação em portadores de dor crônica.
No seu potencial terapêutico também está sua capacidade de restaurar o apetite e/ou controle das náuseas e vômitos sendo por isto utilizada para aliviar sintomas relacionados ao tratamento de câncer, AIDS
Baker et al. (2003)  em artigo para o Lancet acrescenta ainda que já foi utilizada como anticonvulsivante, ansiolítico, analgésico, antiemético para o tratamento de cólicas, asma, e dismenorréia e que vem sendo pesquisada para  tratamento doenças neurológicas espásticas (esclerose múltipla e síndrome de Tourette), além das possibilidades terapêuticas de intervenção nos receptores endocanabinóides recentemente descobertos, contudo,  este autor alerta  sobre a necessidade de maiores pesquisas sobretudo sobre seu possível efeito neuroprotetor.
A Cannabis pode ser considerada um remédio leve e de toxicidade aguda baixa. Há relatos de sucesso no tratamento de depressão e insônia, casos em que os remédios disponíveis no mercado, embora sejam mais eficientes, são também bem mais agressivos e têm maior potencial de dependência.
Estudos recentes, mostraram que o THC, principal componente psicoativo da Cannabis, destruiu células cancerígenas em animais induzindo as células cancerígenas a produzirem uma substância gordurosa chamada "ceramida", a qual faz com que a célula cancerosa "devore a si mesma". Outro experimento mostrou que o vírus SIV, variante do HIV em macacos, teve seu avanço freado, sua carga viral e replicação reduzidas
Incluem-se, em uso medicinal, a redução da pressão intraocular, o controle da epilepsia severa (Síndrome de Dravet) tratamento da esclerose amiotrófica e trauma raquimedular [carece de fontes?], bem como a dor de natureza neuropática.
Dois psiquiatras brasileiros, Dartiu Xavier e Eliseu Labigalini, fizeram uma experiência interessante. Incentivaram dependentes de crack a fumar maconha no processo de largar o vício. Resultado: 68% deles abandonaram o crack e, depois, pararam espontaneamente com a maconha, um índice altíssimo. Segundo eles, a maconha é um remédio feito sob medida para combater a dependência de crack e cocaína, porque estimula o apetite e combate a ansiedade, dois problemas sérios para cocainômanos. Dartiu e Eliseu pretendiam continuar as pesquisas, mas se depararam com problemas para conseguir financiamento e apoio dos órgãos públicos à época desta publicação (2002).

### História
São bastantes conhecidas as descrições do uso médico da cannabis no oriente especialmente as referências a sua utilização na Índia, onde a planta também é conhecida pelos antigos hindus como ganjika em sânscrito (गांजा, ganja nas modernas línguas indo-arianas). inclusive se denomina uma das variedades da espécie como  Cannabis indica . Na China é conhecida por (麻 ou 大麻 - dà má ) e descrita como uma erva de superior qualidade e importância em manuscritos chineses (a farmacopéia de Shen Nong) escrito por volta de 2737 aC.
É referida no “manual dos médicos de pés descalços” como laxante, ante-espasmodica (desconforto abdominal que melhora com a pressão). Descrita como uma "planta neutra e tônica" indicada para funções Yin (tranquilidade, astenia, inibição, "esfriamento", etc.) por sua ação, especialmente as sementes, sob forma de chá também é prescrita para pacientes idosos com irritabilidade insônia, boca seca e constipação. Segundo a concepção etnomédica chinesa é capaz de “apagar o fogo”, “umedecer os intestinos”, “tornando descendente o Chi túrbido”.

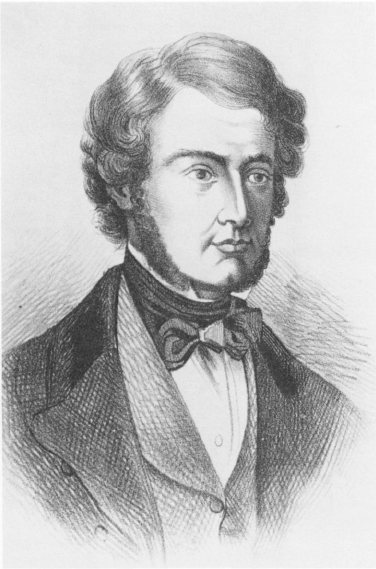
Dr. William Brooke O'Shaughnessy (1809 -1889)

Atribui-se a introdução da cannabis para a medicina ocidental ao Dr William Brooke O'Shaughnessy, um médico irlandês conhecido seu trabalho em farmacologia toxicologia forense e fluidos eletrólitos para terapia intravenosa. Publicou em 1839 "On the Preparations of the Indian Hemp, or Gunjah" no "Transactions of the Medical and Physical Society of Bengal" após leitura na Sociedade Médica e Física de Calcutá. Ele residiu na índia por 9 anos quanto contratado pela British East India Company (1833) exercendo também o papel de cirurgião, médico, professor de química na Faculdade de Medicina e Hospital de Calcutá.
O'Shaughnessy realizou os primeiros testes clínicos de preparações de canábis em animais, produziu extratos e tinturas com base em receitas nativas e experimentou seus efeitos clínicos em casos de reumatismo, hidrofobia, cólera e tétano e convulsões, relatou possíveis efeitos colaterais como formas típicas de  delirium por uso continuado Em 1841 introduziu espécimes de Cannabis indica e Nux Pharmaceutical vomica nos Jardins Botânicos Reais de Kew, e guiou as reimpressões de seu artigo na Provincial Medical Journal. Chemists. Consta inclusive a sua recomendação de uso para cólicas menstruais à rainha Victoria através de Sir J. Russell Reynolds, MD, médico pessoal da corte e que foi eleito Fellow da Royal Society em 1843.

### Homeopatia

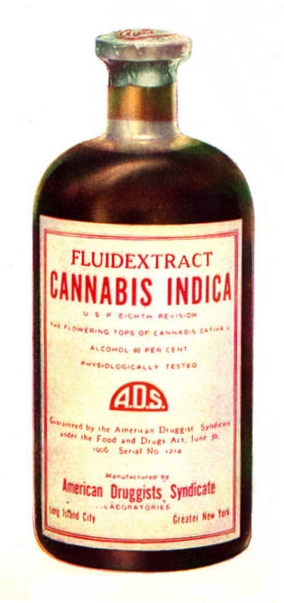
Tintura (extrato fluido) de cannabis indica (Sindicato dos Droguistas Americanos, pré-1937).

Entre as formas de uso medicinal desta planta,  nas variedades C. índica e C. sativa, está a homeopatia, um tipo de medicina complementar com pelo menos dois séculos de existência. Entre os antigos fabricantes farmacêuticos do séc XIX (Boericke & Tafel, Lilly, Merrell Company, etc.) encontravam-se tanto extratos, como diluições homeopáticas que eram livremente comercializadas. O'Shaughnessy referiu-se às recomendações de Samuel Hanneman de microdoses de cannabis para certas pessoas com distúrbios nervosos. Segundo análise, o jornal americano American Home Provover, este foi o primeiro relatório dos Estados Unidos da América sobre o efeito medicinal da cannabis, em 1839, no mesmo ano em que O'Shaughnessy  apresentou suas descobertas científicas iniciais à sociedade médica e à Medical and Physical Society of Bengal. No início do séc. XX, também as diluições homeopáticas foram proibidas, mas recentemente tem voltado ao mercado. Uma das mais conhecidas formas de tintura alcoólica atualmente em uso é o Sativex (vide bula).
A utilização da Cannabis nessa especialidade da medicina, como visto, se deve ao próprio Samuel Hahnemann (1755-1843) em 1796. É citada no artigo do Organon que trata da auto-experimentação de medicamentos para descoberta dos "análogos morbíficos adequados" à cura pela lei dos semelhantes. Nessa mesma nota de referência à cannabis, ele também se refere a outras plantas conhecidas por seus princípios ativos com ação nos sistema nervoso até hoje utilizadas no tratamento homeopático dos distúrbios mentais, como por exemplo: amanita, belladonna, chamomilla, hyosciamus,  opium, stramonium, entre outras. Observe-se porém que, na perspectiva da homeopatia, administrando aos doentes doses infinitesimais, as substâncias apresentam propriedades específicas (referentes à sua patogenética intrínseca), que não são necessariamente as mesmas obtidas por concentração de determinados componentes conhecidos como "elemento ativo". Bontempo,  destaca o uso da Cannabis sativa para o tratamento "doenças mentais" (psicose, histeria, delirium tremens, impossibilidade de prestar atenção (TDAH?), bruxismo e outros sintomas) onde destaca seu uso, por excelência, para insônia (em dose de 5 a 15 gotas da tintura-mãe); doenças (e sintomas) neurológicos (epilepsia, no pequeno mal, enxaqueca, vertigens) além da indicação para algumas formas de doenças cardíacas e distúrbios do aparelho reprodutivo e urinário incluindo infecções.

## Formas de utilização
Além das diversas formas farmacêuticas (tintura, óleo extratos com concentração diversa etc) a planta in natura, geralmente as folhas e sumidades floridas da planta fêmea, secada à sombra, pode ser usada em forma de fumaça, produzida em cigarros e diversos apetrechos de combustão, ou vapor por inalação em  aparelhos apropriados (nebulizador, vaporizador, cigarro eletrônico, etc.) ou ainda ingerida em capsulas feitas a partir de extratos ou em preparados culinários em combinação com diversos alimentos. O óleo extraído das suas sementes ou as próprias sementes cozidas são considerados praticamente um produto distinto pela ausência de propriedades psicoativas comuns ao THC.
Fumada
A duração total de curto-prazo da maconha quando fumada é baseada na potência e no quanto foi fumada. Os efeitos tipicamente duram de duas a três horas.
Ingerida
Quando ingerida, os efeitos psicoativos demoram mais para se manifestarem e geralmente duram mais, tipicamente por 4 a 10 horas depois do consumo. Doses muito altas podem durar até mais. Adicionalmente, o uso oral elimina a necessidade de inalar os produtos da combustão tóxica criados pelo fumo, o que elimina muito do dano respiratório e cardiovascular associado ao fumo.

## Uso "recreativo" e efeitos adversos
Algumas  descrições de seu efeito psicotrópico  podem incluir: euforia leve, sensação de bem-estar, relaxamento e redução de estresse, letargia, introspecção[carece de fontes?], aumento da percepção sensorial tátil, aumento da libido.

### Variantes
A maconha contém além do THC, vários outros canabinóides, entre eles CBD - Cannabidiol e CBN - Canabinol, com efeitos particulares a cada um; porém, há diferenças de concentrações de acordo com a variedade e manejo, de forma que não se pode generalizar os efeitos da maconha, que pode ser um "coquetel de drogas" totalmente diferente em cada amostra. De acordo com a variedade, pode-se sentir os efeitos predominantemente no corpo (relaxamento muscular, lassidão, sonolência, sem afetações maiores dos pensamentos - na gíria em inglês "stoned" - de pedra, algo como um efeito de estar pesado), típico das variedades Cannabis indica, ou a nível mental (melhora do humor, otimismo, estímulo da criatividade, melhora da sociabilidade, euforia - chamado na gíria em inglês de "high" - alto), típicos de variedades Cannabis sativa. Existem híbridos (cruzamentos) entre as duas variedades, que combinam propriedades das duas, em proporções variáveis, resultando em efeitos sentidos no corpo e mente.

### Efeitos a curto prazo
Quando fumada, os efeitos de curto prazo da maconha manifestam-se em segundos e estão totalmente aparentes em poucos minutos, durando geralmente por 2–3 horas. Foi observado que a duração dos efeitos perceptíveis diminuem por conta do uso prolongado e repetido que levam ao desenvolvimento de tolerância aos canabinoides.
Um estudo holandês, duplo-cego, randomizado, placebo-controlado examinou voluntários do sexo masculino de 18 a 45 anos que relataram histórico de uso regular de maconha e concluiu que o fumo de maconha com níveis muito altos de THC (maconha com 9-23% de THC) levam a maiores concentrações de THC no soro sanguíneo. Isso reflete-se num aumento da ocorrência de déficits psicomotores, particularmente nos mais jovens ou sem experiência no uso da maconha. Altas concentrações de THC na maconha foram associados com um aumento relacionado à dose de efeitos físicos (como aumento da pressão arterial e queda da pressão sanguínea) e psicomotores (como aumento do tempo de reação, dificuldade de concentração, menor controle motor e fraqueza). Também foi observado durante o estudo que os efeitos de um único cigarro de maconha duraram mais de 8 horas. O tempo de reação ficou diminuído por até 5 horas depois do fumo, quando a concentração do THC no soro sanguíneo estava significativamente reduzida, mas ainda presente. Entretanto, é importante notar que os indivíduos (sem saber a potência) foram instruídos a finalizar as pontas dos cigarros, levando em muitos casos a doses significativamente maiores do que as que eles normalmente tomariam. Adicionalmente, quando os indivíduos fumam várias vezes por dia, acumulação de THC pode ocorrer.
Alguns dos efeitos físicos de curto-prazo do uso da maconha incluem:
- Aumento da frequência cardíaca;
- Boca seca,
- Redução da pressão intra-ocular,
- Relaxamento muscular
- Sensação de pés e mãos frios ou quentes.

Alguns efeitos podem incluir um generalizado estado alterado de consciência e percepção, euforia, sentimentos de bem-estar, relaxamento ou redução de estresse, apreciação da comédia, música e artes aumentada, jovialidade, metacognição e introspecção, incrementação da memória episódica, sensualidade aumentada, percepção de sensação aumentada, aumento da libido, pensamento criativo, abstrato ou filosófico, alteração da memória linear e paranoia ou ansiedade. A ansiedade é o efeito adverso do fumo de maconha mais relatado. Entre 20 e 30 porcento dos usuários recreativos sentem ansiedade e/ou ataques de pânico depois de fumar maconha.
A maconha também produz muitos efeitos subjetivos, como maior apreciação do sabor da comida e de aromas e distorções da percepção do tempo e do espaço (a experiência de uma "descarga" de ideias do banco da memória de longo-prazo podem criar a impressão subjetiva de longo tempo). Em altas dosagens, efeitos podem incluir imagem corporal distorcida, ilusões auditivas e/ou visuais, pseudo-alucinações ou (raramente, em doses muito altas) experiências totalmente alucinatórias e ataxia. Em alguns casos, a maconha pode levar a estados dissociativos como despersonalização e desrealização; esses efeitos frequentemente são desejados, mas têm potencial para induzir ataques de pânico e paranoia em usuários não acostumados.
Os efeitos da maconha geralmente duram de 30 minutos a 8 horas, dependendo da potência da dose e do método de ingestão.

### Debate no Senado
No Senado Federal, atualmente tramita o Projeto de Lei nº 514 de 2017 que descriminaliza o cultivo da Cannabis sativa para uso pessoal terapêutico. O PLS tem origem na Sugestão n° 25 de 2017 cadastrada no Portal e-Cidadania, que pedia a descriminalização do cultivo da Cannabis para uso próprio. Em dezembro de 2017 a Comissão de Direitos Humanos e Legislação Participativa aprovou o voto em separado da senadora Marta Suplicy (MDB/SP) transformando a SUG no PLS 514/2017.

Muitas pessoas tem seu primeiro surto psicótico após o uso de maconha. Usuários de maconha tem duas vezes mais chance de desenvolvem psicose (mas somente se tiverem predisposição genética.), sendo o risco maior quanto maior a dose e o tempo de uso.

## Efeitos de uso crônico
Alguns dos efeitos investigados como possivelmente associados ao uso de cannabis são:
- Psicoses (como esquizofrenia) em individuos vulneráveis ;[50]
- Surto psicótico,[51][52]
- Problemas de memória,[53][54][55]
- Problemas de aprendizado;[56]
- Xerostomia, Sonolência e problemas na coordenação motora (Durante e por algumas horas após o uso);
- Ansiedade, depressão maior, transtornos do humor;[57],[58],[59]
- Síndrome amotivacional (problemas de atenção e motivação) e queda em 50-60% dos níveis de testosterona.[60]
- Câncer de pulmão;[61]
- Câncer de laringe[62]
- Câncer de testículo[63]
- Disfunção sexual (quatro vezes mais chance de ejaculação precoce ou anorgasmia)[64]

Alguns dos problemas estão especificamente associados com a ingestão de fumaça, podendo também estar associados ao tabaco utilizado junto com a maconha em baseados:
- Bronquite e tosse seca prolongada;[65]
- Náusea e vômito;[66]
- Taquicardia e Ataque cardíaco,[67][68]
- Acidente vascular cerebral;[69]
- Carcinoma espinocelular bucal (versão agressiva do câncer de boca, comum em fumantes) [70]

## Problemas respiratórios

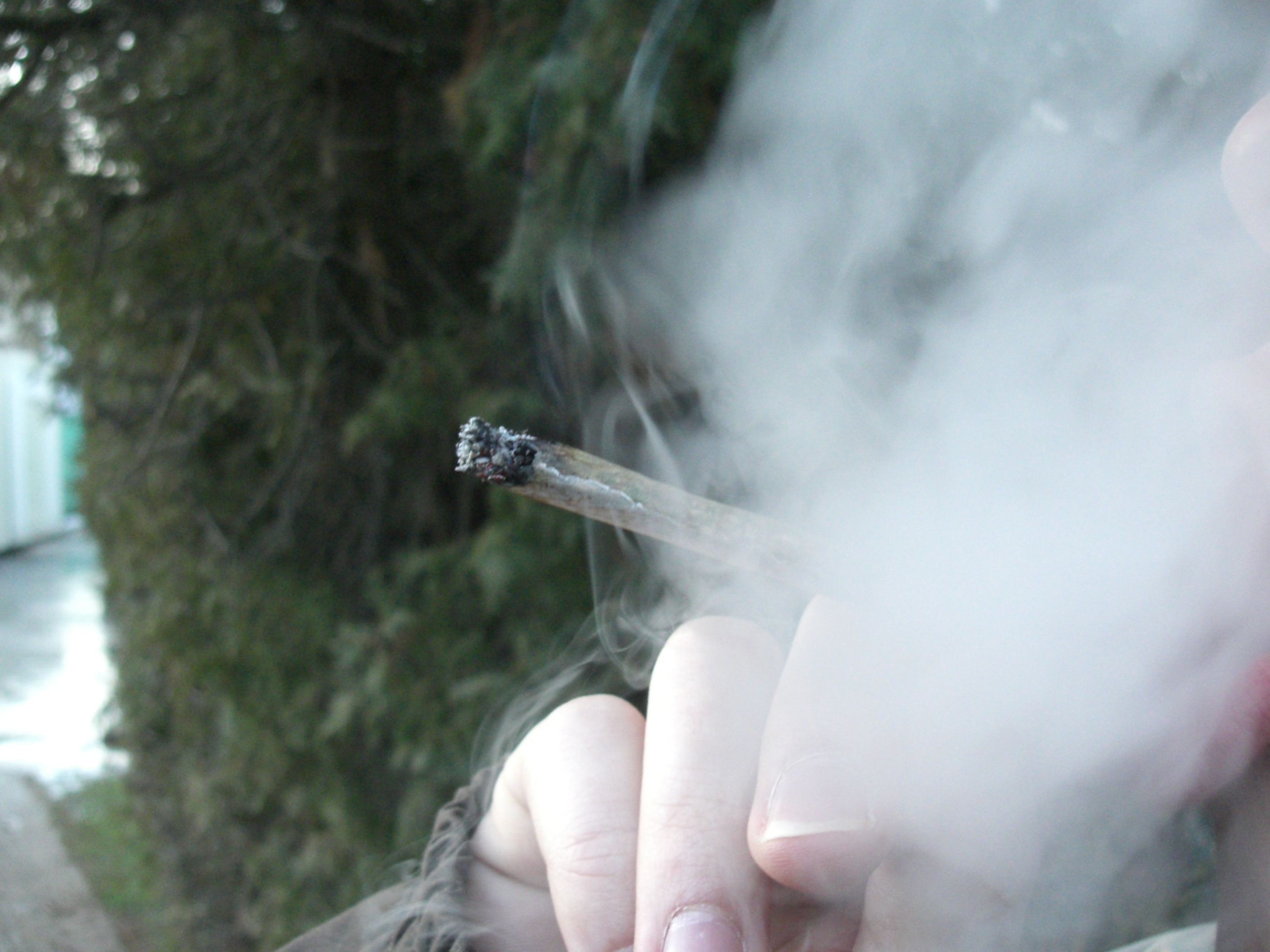
Os efeitos psicoativos da maconha são subjetivos e podem variar de acordo com o indivíduo e o método de uso

Há uma certa polêmica com relação aos efeitos da maconha no aparelho respiratório.  Como as pesquisas dos efeitos da maconha são mais recentes do que as produzidas sobre o tabaco, os resultados tendem a ser controversos e preliminares. Contudo, uma suposta pesquisa da OMS (Organização Mundial de Saúde) a qual teria sido censurada por motivos políticos informa que a maconha não causa bloqueio das vias respiratórias, enfisema pulmonar ou qualquer outro dano às funções pulmonares,

### Risco de câncer no pulmão
Apesar de haver entre os usuários uma ideia disseminada de que fumar maconha é menos prejudicial aos pulmões do que fumar tabaco, isso pode não corresponder à realidade.
 Os estudos mostram que fumar de 3 a 4 cigarros de maconha por dia equivale a fumar mais que 20 cigarros de tabaco, porque o pulmão do fumante de maconha recebe uma carga líquida de material particulado cerca de quatro vezes maior do que o fumante de tabaco. Isso porque a maconha é fumada com um volume de tragada 2/3 maior, volume de inalação 1/3 maior e com um tempo de retenção da fumaça quatro vezes maior do que os valores considerados para o tabaco. Alguns desses problemas são causados porque o cigarro de maconha não é fumado com filtro como muitos em alguns países são, já que este é um processo de industrialização.
Em artigo publicado na revista European Respiratory Journal, o risco de câncer em quem fuma mais de um baseado por dia por 10 anos ou mais de dois por dia durante 5 anos foi 5,7 vezes maior mesmo levando em contas outras variáveis como tabagismo e alcoolismo. Em outro estudo, com 430 casos, houve 240% mais chance de câncer em tabagistas que fumavam maconha de vez em quando do que tabagistas que nunca fumaram maconha. Sendo que quanto mais anos fumando, maior o risco.

## Contaminação
As folhas, por sua plantação geralmente sendo feita sem regulamentos e higiene adequada, frequentemente estão contaminadas por fungos, bactérias e vírus alguns deles causando sérias infecções em seres humanos. Dentre as doenças causadas pelo consumo de folhas contaminadas estão:
- Infecções por Salmonelas
- Pneumonia
- Reação alérgicas
- Histoplasmose e outras Infecções fúngicas

Diversos desses agentes infecciosos não são destruídos ao se fumar, sendo possível que a fumaça cause contaminações pulmonares.
Um estudo publicado em 2010 no periódico Archives of General Psychiatry associa o consumo de maconha à psicose. Constatou-se que, entre jovens que fumam maconha há seis anos ou mais, o risco de alucinação ou delírios pode chegar a ser o dobro do verificado entre as pessoas que nunca consumiram a droga.

## Ação daCannabis sativaeCannabis indicano sistema nervoso central

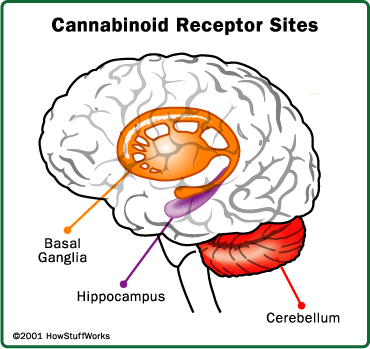
Locais de concentração dos receptores canabinóides no cérebro: Gânglios da base; hipocampo; cerebelo.

O delta-9 THC, após chegar ao encéfalo é absorvido por receptores específicos, as anandamidas. São encontradas altas densidades de receptores de THC  no córtex cerebral, hipocampo, cerebelo e gânglios basais, o que explica os respectivos efeitos físicos e mentais associados ao consumo da droga:
1. Alterações na capacidade de pensamento e raciocínio;
2. Deficiências em mecanismos da memória;
3. Alterações da aprendizagem;
4. Efeitos sobre a coordenação motora.

Os receptores de THC localizam-se especificamente nos neurônios do sistema de opioides endógenos (Sistema relacionado a secreção de substâncias opioides pelo próprio organismo),a partir da ligação do THC com seus receptores localizados nesse sistema há uma excitação dos neurônios componentes do mesmo, que enviam sinais aos neurônios dopaminérgicos do sistema límbico (responsável principalmente pela regulação dos processos emocionais), suscitando a liberação de mais dopamina (neurotransmissor relacionado a sensação de prazer)  dando sensação de prazer e euforia. A ação no sistema límbico, que além da regulação dos processos emocionais está relacionado a memória de curto prazo, também explica portanto, a "falha" de retenção desse tipo de memória. É importante ressaltar,contudo, que apesar da memória de curto prazo não estar intimamente relacionada com a  aprendizagem, a memória de longo prazo, relacionada com esse fato, pode se formar a partir da memória de curto prazo , que tem a possibilidade de ser armazenada temporariamente e depois transferida para áreas relacionadas com a memória de longo prazo.

### Sistema límbicoe circuito de recompensa cerebral
Dentro do sistema límbico é possível identificar uma área relacionada com a sensação de prazer, inclusive o prazer sexual e o causado pelo uso de drogas, essa área é denominada circuito de recompensa cerebral O circuito começa na Área Tegmentar Ventral, segue para o Núcleo Accubens e termina no Córtex Pré-Frontal. Os neurônios que participam desse "caminho" são dopaminérgicos, todo tipo de utilização de drogas e a subsequente sensação de prazer gerada pelo uso estão,direta ou indiretamente, associadas ao circuito de recompensa cerebral, e consequentemente a quantidade de dopamina disponível na fenda sináptica (numa análise qualitativa final há sempre um aumento da quantidade de dopamina [aumento agudo], seja por inibição geral ou parcial das bombas de recaptação do neurotransmissor, ou seja pela estimulação de maior quantidade do mesmo.) É a ativação desses receptores localizados nos circuitos centrais de recompensa do cérebro que desempenham um papel importante na manutenção da autoadministração da maconha em humanos e na mediação dos efeitos ansiolíticos e agradáveis da droga.

### Danos cerebrais
Pesquisadores da Universidade da Califórnia em San Diego (EUA) afirmaram que fumar maconha altera as funções cerebrais, mas não provoca danos permanentes.[carece de fontes?]
Porém, outros estudos indicam que sim, ela pode sim causar danos permanentes ao cérebro. Estudos têm mostrado que o uso da maconha frequentes na adolescência está associada a piora na memória, atenção, ativação anormal do cérebro e pior funcionamento da substância branca no cérebro, mesmo após 28 dias de abstinência.
A maconha produz um dano de longo prazo, afetando de modo significante as capacidades de aprendizado e memória. E diversos outros efeitos negativos foram registrados em outras funções, entre as quais o tempo de reação, a atenção, a linguagem, a habilidade de argumentação e as capacidades motora e perceptiva.[carece de fontes?]

### Impacto na memória de curto prazo

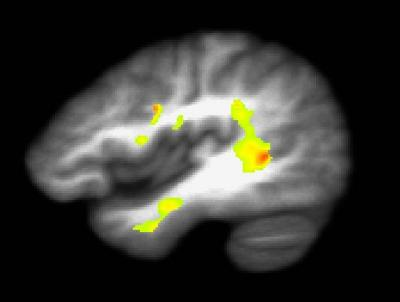
Áreas do cérebro mais afetadas pelo uso da maconha

Sob o efeito da droga, é afetada a memória de curto prazo, isto é, a memória de pequena duração da qual precisamos num determinado instante e da qual nos desfazemos em seguida. Estudos indicam que esse distúrbio não acaba quando o efeito da droga passa. O uso prolongado de maconha pode vir a causar prejuízos nas capacidades cognitivas (raciocínio, aprendizado e resolução de problemas) permanentemente.
Uma das substâncias tem efeitos neuroprotetores contra excitotoxidade dessa forma poderia ser benéfica na prevenção de doenças degenerativas como o Mal de Alzheimer. Porém, novos estudos procurando verificar esse efeito benéfico, usando ratos com a mutação genética que causa o Alzheimer, um modelo animal mais eficaz que o usado no estudo anterior, mostraram que ela não só é ineficaz ao tratamento de Alzheimer, como pelo contrário, o suposto componente da maconha que atuaria como neuroprotetor (chamado de HU210) na verdade aumenta ainda mais a degeneração cerebral,.
Um relatório de 1998 do CNRS, dirigido pelo Dr. Pierre-Bernard Roques, determinou que "antigos resultados sugerindo mudanças anatômicas no cérebro de usuários crônicos, medidos por tomografia não foram confirmados por técnicas modernas de neuroimagem como a Ressonância Magnética Nuclear… em adendo, alterações morfológicas do hipocampo de ratos após a administração de doses altas de THC não foram demonstradas." Ele concluiu que a maconha não tem nenhuma neurotoxicidade como definida no relatório, diferente do álcool e cocaína.
Contradizendo esse relatório, um artigo de 1998 do Journal of Neuroscience afirma ser o THC tóxico para os neurônios do hipocampo.

### Dependência
Segundo a OMS, o potencial para a maconha induzir dependência está entre leve e moderado, sendo menor que o do álcool, sendo maior o risco entre usuários de haxixe. [carece de fontes?]

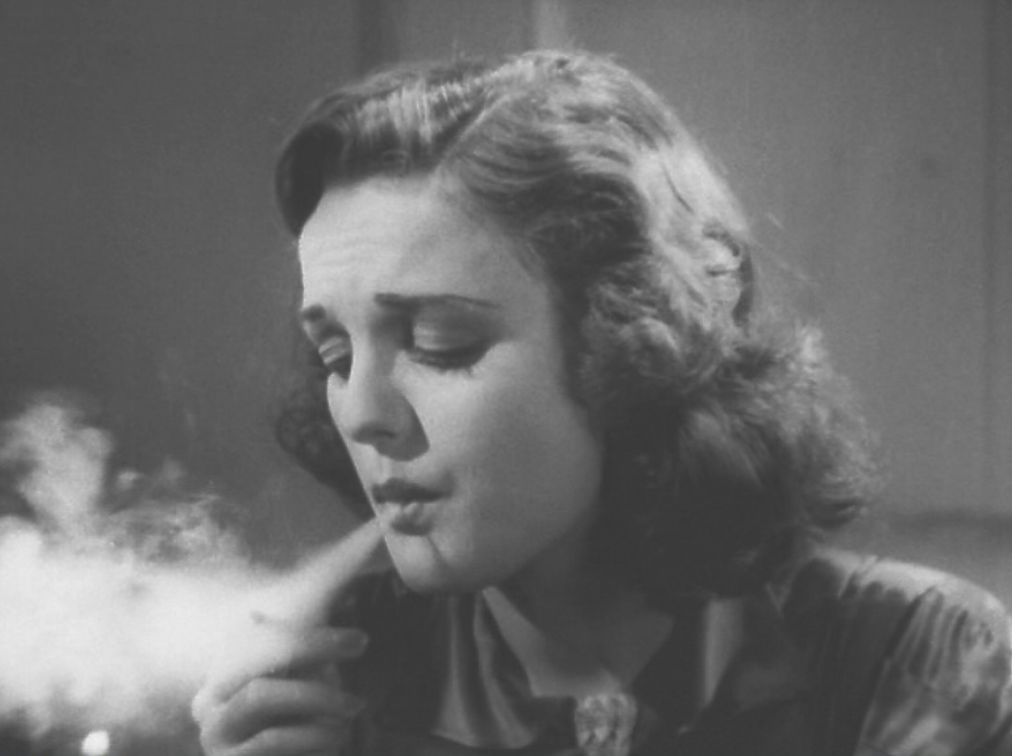
Os danos a memória causados pela maconha continuam mesmo depois da pessoa passar um mês em abstinência.

A interrupção do uso prolongado de preparações potentes da maconha podem causar:
- Mal estar,
- Irritabilidade,
- Depressão,
- Insônia,
- Pesadelos,
- Perda do apetite,
- Ansiedade,
- Fadiga,
- Dores abdominais,
- Náuseas,
- Palpitações,
- Pressão baixa,
- Dores musculares
- E tremores no corpo.

Esses sintomas acentuam-se na primeira semana e persistem por um mês ou mais.
Segundo um estudo realizado pelo pesquisador João Villares, do departamento de Psicobiologia da Unifesp, a Cannabis sativa pode causar tolerância, que é a necessidade de doses cada vez maiores para atingir o mesmo efeito. A tolerância é reversível, segundo o pesquisador, que conclui que "em alguns poucos meses sem a droga, o cérebro se recupera da tolerância".
Está comprovado cientificamente pela OMS que a maconha provoca dependência psicológica. Alguns afirmam que a dependência é menor que o tabaco ou o álcool, no entanto tal comentário é muito genérico, pois outros fatores como frequência de consumo e percentual do princípio ativo nas substâncias consumidas varia muito.
Durante a síndrome de abstinência os sintomas mais comuns são:
- Apatia;
- Irritabilidade;
- Problemas de sono;
- Sudorese;
- Náuseas;
- Vômitos.

### Overdose
THC tem uma toxicidade extremamente baixa, e não apresenta risco de morte por overdose quando não utilizado em absurdo excesso. Em teste com animais, cientistas tiveram muita dificuldade em administrar uma dosagem de THC que fosse alta o suficiente para ser letal. Aparentemente humanos não podem morrer devido apenas à ingestão de THC, a não ser através da administração de doses extremamente altas de forma intravenosa. Em 1998, o Departamento de Justiça Norte-americano concluiu que, em termos práticos, maconha não pode induzir uma resposta letal tóxica.
De acordo com o Índice Merck a LD50 (dosagem letal para 50% dos ratos testados) deΔ9-THC por inalação é de 42 mg/kg de peso vivo. Isto seria equivalente a um homem de 75 kg inalando o equivalente a 21 gramas de maconha de alta-potência (15% de THC) de uma única vez, assumindo nenhuma perda de THC através da fumaça ou má absorção pelos pulmões, ou aproximadamente 30-100 cigarros em uma única inalação.
No entanto o consumo de maconha associado ao consumo exagerado de álcool aumenta as probabilidades de morte por coma alcoólico já que a maconha inibe o vômito e com isso o corpo não consegue excretar por esta forma o álcool ingerido em excesso.

### Sistema reprodutor
Algumas pesquisas, ainda não definitivas, apontam que o uso continuado da erva pode reduzir a testosterona, o número de espermatozoides nos homens, o que poderia ser revertido ao se abandonar o uso da droga. Entretanto, não é provado que uma menor quantidade de esperma tenha qualquer relação negativa com a fertilidade.

### Gravidez
Alguns estudos encontraram uma maior correlação entre crianças que sofriam de déficits cognitivos permanentes, problemas de concentração, hiperatividade e interação social reduzida com mães usuárias habituais de maconha do que entre crianças não expostas de mesma idade e ambiente social.  Um estudo recente com a participação de cientistas europeus e americanos identificou que canabinóides endógenos, moléculas naturalmente produzidas no cérebro e funcionalmente similares ao THC da maconha participam de maneira significante no estabelecimento de conexões entre células nervosas. A formação de conexões entre células nervosas ocorre dentro de um período relativamente curto no cérebro do feto.
Outros estudos na Jamaica sugerem que o uso de maconha durante a gravidez não parece causar defeitos de nascença ou atrasos no desenvolvimento de recém nascidos. Em um estudo em 1994 de 24 recém-nascidos jamaicanos expostos a maconha antes do nascimento e 20 não expostos, comparações foram feitas aos três dias e com um mês de idade, usando a escala de avalização neonatal de Brazelton, incluindo itens suplementares para capturar possíveis efeitos sutis. Os resultados demonstraram que não havia diferenças significantes entre bebês de três dias expostos e não expostos. Com um mês de idade, os bebês expostos demonstraram melhor estabilidade fisiológica, dentre outros efeitos positivos.